# Ungarische Hofkanzlei

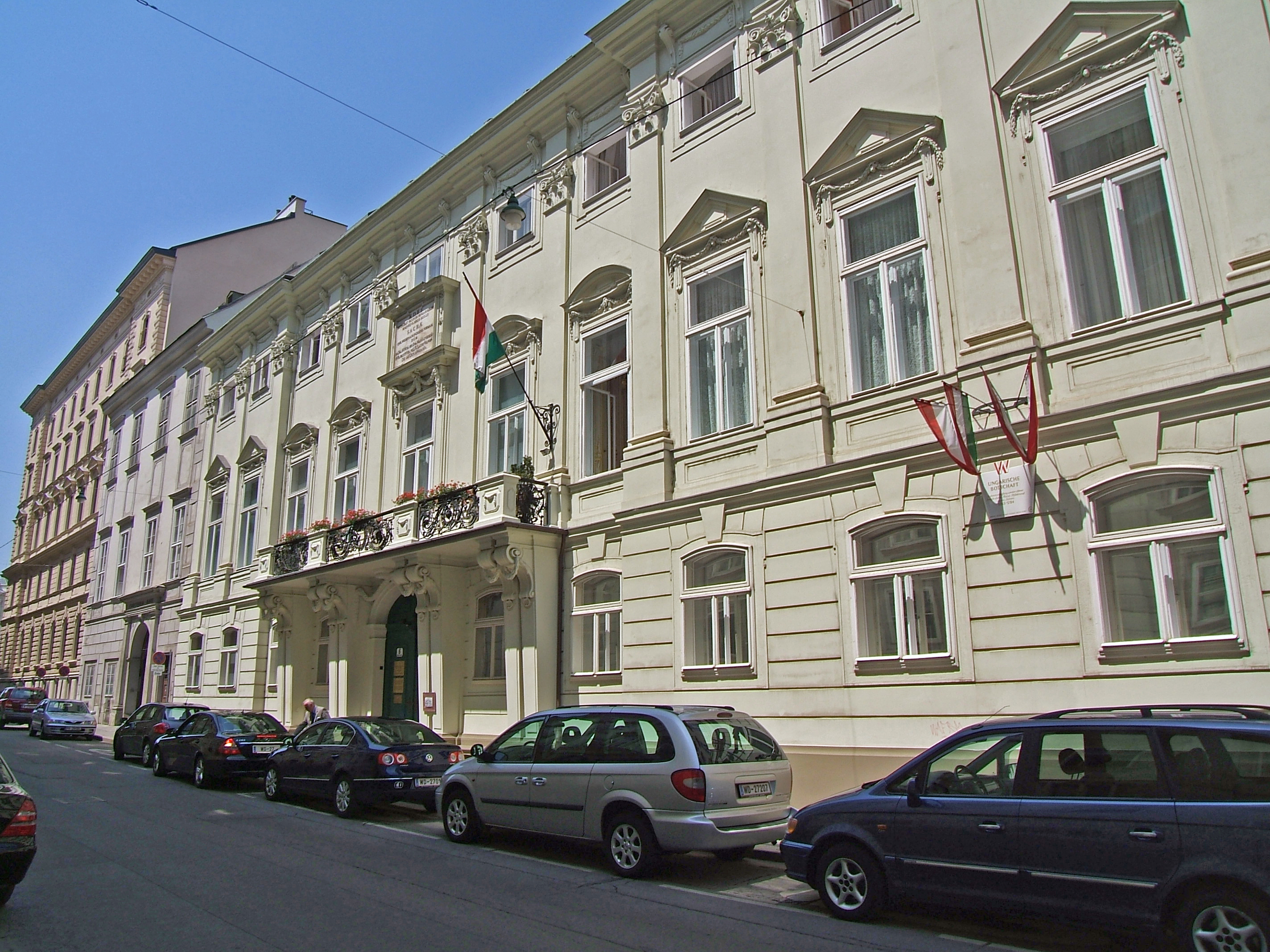
Ungarische Hofkanzlei in Wien, heute Sitz der ungarischen Botschaft

Die ungarische Hofkanzlei (lat. Cancellaria Aulica Hungarica) war zwischen dem 16. beziehungsweise 17. Jahrhundert und 1848 die für Ungarn zuständige Behörde in der Habsburgermonarchie beziehungsweise im Kaisertum Österreich.

## Geschichte
Die Ungarische Hofkanzlei war vor 1526, in der Zeit der Jagellonen, das wichtigste Organ der spätmittelalterlichen ungarischen Verwaltung, die außer der Finanzverwaltung fast alle Gebiete der Verwaltung beeinflusste. Der Niedergang des mittelalterlichen ungarischen Königreichs veränderte auch die Lage der Ungarischen Hofkanzlei.
Mit dem Ausbau der Zentralverwaltung der Habsburger Monarchie büßte sie einen großen Teil ihres Einflusses ein und bekam mit der Hofkanzlei (1527–1558), später mit der Reichshofkanzlei (ab 1558) bzw. mit der Österreichischen Hofkanzlei (ab 1620) einen mächtigen Konkurrenten.
Trotz allem konnte die Ungarische Hofkanzlei aber nach den anfänglichen Schwierigkeiten ihre Stellung in der Zentralverwaltung festigen und ihre Selbständigkeit bewahren. Die Finanzangelegenheiten bzw. die Kriegssachen, wurden durch eigene Behörden, durch die Hofkammer (1527) und durch den Hofkriegsrat (1556) erledigt, und der Großteil der außenpolitischen Angelegenheiten wurde auch durch die oben erwähnten Kanzleien erledigt (mit Ausnahme der Ausstellung von Präsentationsschreiben der ungarischen Bischöfe, Vertretung der ungarischen Untertanen vor dem polnischen König bzw. die Erledigung des Schriftverkehrs mit dem Fürstentum Siebenbürgen).
Die Behörde war, seitdem Ferdinand I. Anspruch auf die ungarische Krone erhob, die Verwaltungsbehörde für das zunächst nur teilweise von den Habsburgern beherrschte Ungarn. Mit der dem Zurückdrängen der Osmanen wuchs auch der Zuständigkeitsbereich der Kanzlei.
So blieb in der Kompetenz der Ungarischen Hofkanzlei die Ausübung der königlichen Majestätsrechte, der Schutz der königlichen und staatlichen Interessen, die Ausstellung der Urkunden über königliche Donationen sowie die Bekräftigung der Donationsbriefe von Landeswürdenträgern.
Die Behörde war zunächst wie die Ungarische Kammer in Preßburg angesiedelt. Zur Zeit Rudolf II. befand sich die Kanzlei zwischen 1576 und 1612 in Prag, danach wieder in Pressburg. Seit 1690 war die Kanzlei in Wien angesiedelt. Im Jahr 1714 zog sie in die Bankgasse 4–6. Das Gebäude wurde 1692 von Johann Bernhard Fischer von Erlach erbaut und kam um 1747 in den Besitz von Leopold Graf Nádasdy, der Vorsteher der ungarischen Hofkanzlei war. Heute befindet sich dort die ungarische Botschaft.
In der ersten Zeit war sie eng mit der österreichischen Hofkanzlei verbunden. Etwa seit 1690 bekam sie zunehmend ein eigenes Gewicht als Organ der Regierung für Ungarn. Sie war Bindeglied zwischen dem Herrscher und dessen ungarischen Machtbereich. Sie informierte den König über die Verhältnisse im Land und führte umgekehrt dessen Anweisungen aus. Sie stand dabei in einem stetigen Kontakt mit den übrigen Behörden des Hofes. Ihre Zuständigkeit beschränkte sich dabei im Wesentlichen auf die Innenpolitik. Für Finanzfragen war dagegen die Hofkammer oder die ungarische Kammer zuständig. Die Außenpolitik und die Kriegssachen wurden von den zentralen Hofbehörden entschieden. Während der Herrschaft von Maria Theresia war die Hofkanzlei dem Directorium in publicis et cameralibus untergeordnet. Zur Zeit Joseph II. wurde sie mit der Hofkanzlei für Siebenbürgen verschmolzen. Unter Leopold II. wurden die Zuständigkeitsbereiche wieder getrennt.
Nach der Niederwerfung der Ungarische Revolution 1848/1849 wurde das Gebäude der Hofkanzlei vom k. k. Militär besetzt und sodann zur Unterbringung verschiedener österreichischer Behörden (unter anderem des Justizministeriums) verwendet. Erst 1860–1867 bestand wieder eine Ungarische und Siebenbürgische Hofkanzlei. Vom Österreichisch-Ungarischen Ausgleich 1867 an bis zum Zerfall der Monarchie 1918 residierte in dem Gebäude der Hofkanzlei der k.u. Minister am kaiserlichen Hoflager. 

## Personal
Die Ungarische Hofkanzlei hatte im 16. und 17. Jahrhundert ein relativ geringes Personal. Die Kanzlei wurde von dem Hofkanzler geführt, der in dieser Zeit (bis 1732) meistens ein Bischof, oft ein Diözesanbischof war. Ein ständiger Vizekanzler wurde nur selten ernannt. Der Hofkanzler wurde nur gelegentlich durch den sogenannten Cancellarius substitutus (Stellvertretenden Kanzler) ersetzt.  Mit den Klerikern konnten die Habsburger meistens besser umgehen als mit den stolzen ungarischen Magnaten.
Die Schlüsselperson der Institution war der Sekretär (im 16. Jh. waren teilweise zwei Sekretäre angestellt). Der Sekretär verrichtete den größten Teil der schriftlichen Arbeit, er verfasste die wichtigsten Konzepte, kontrollierte die nicht von ihm geschriebenen Dokumente und organisierte die Arbeit der Notare (Schreiber). Die Notare waren Privatangestellte der Sekretäre bzw. der Hofkanzler. Sie bekamen kein regelmäßiges Gehalt und wurden von ihren Herren versorgt und bezahlt. Deshalb nahmen viele von ihnen Privataufträge an.
Die Schlüsselbeamten der Hofkanzlei waren somit die Sekretäre, die den Hauptteil der schriftlichen Arbeit erledigten. Sie bereiteten die eingelaufenen Stücke für die Audienz vor, verfertigten die Konzepte aufgrund der Entscheidungen, und beaufsichtigten die Expeditionen.
Der dritte ständige Angestellte der Hofkanzlei war der Registrator, der auch als Siegelsaufbewahrer (Conservator Sigilli) fungierte. DieTaxgebühren bildeten die materielle Grundlage der Hofkanzlei. Die Gebühren wurden nach einem bestimmten Schlüssel zwischen dem Kanzler, Sekretär, und Registrator aufgeteilt. Im Laufe des 17. Jahrhunderts festigte sich die Stelle des Registrators und er fungierte als „Vizesekretär“, der in der Erledigung der nicht politischen Angelegenheiten eine immer größere Rolle spielte.

## Liste der ungarischen Hofkanzler
- 1526 (März–August) István Brodarics (für Ludwig II., zugleich Bischof von Syrmien)
- 1526–1540 István Werböczy (für Johann Zápolya)
- 1526–1537 Tamás Zalaházi (für Ferdinand I., zugleich Bischof von Veszprém)
- 1537–1540 František Ujlaky (für Ferdinand I., zugleich Bischof von Győr)
- 1540–1542 Peter Perény
- 1545–1553 Miklós Oláh (zugleich Bischof von Zagreb)
- 1553–1569 unbekannt
- 1569–1577 János Liszti de Köpcsén (zugleich Bischof von Veszprém)
- 1577–1586 Juraj Drašković von Trakošćan
- 1586–1590 Péter Heresinczy (zugleich Bischof von Győr)
- 1591 Vakanz
- 1592–1597 János Kutassy (zugleich Bischof von Győr)
- 1598–1602 Márton Pethe (zugleich Bischof von Győr)
- 1602–1607 František II. Forgács (zugleich Bischof von Nitra)
- 1608–1623 Valentín Lépeš (zugleich Bischof von Nitra)
- 1623–1635 István Sennyey (zugleich Bischof von Vác, ab 1628 Bischof von Veszprém)
- 1635–1642 György Lippay de Zombor (zugleich Bischof von Veszprém)
- 1642–1644 István Bosnyák (zugleich Bischof von Veszprém)
- 1644–1666 György Pohronci Szelepcsény (zugleich Bischof von Veszprém)
- 1666–1669 Ferenc Szegedy (zugleich Bischof von Vác)
- 1669–1679 Tamás Pálffy von Erdöd (zugleich Bischof von Eger)
- 1679–1686 Ján Gubasósczy (zugleich Bischof von Nitra)
- 1686–1690 Peter Korompay (zugleich Bischof von Nitra)
- 1690–1695 Jaklin Blasius de Elefánt (zugleich Bischof von Knin)
- 1696–1705 Lászlo Mattyasovszky (zugleich Bischof von Knin)
- 1706–1723 Graf Nikolaus Illésházy
- 1725 (Februar) Ladislav IV. Ádám Erdödy (nur titularisch. zugleich Bischof von Nitra)
- 1725 (März–September) Imre Graf Esterházy de Galántha (zugleich Bischof von Veszprém)
- 1725–1732 Adam Peter Acsady von Acsad
- 1733–1746 Ludwig Graf von Batthyány
- 1746–1758 Leopold Graf von Nádasdy
- 1758–1762 Nikolaus VIII. Graf Pálffy von Erdöd
- 1762–1785 Franz Graf Esterházy
- 1787–1807 Karl Graf Pálffy von Erdöd
- 1807–1819 Josef Graf Erdődy
  - 1819–1820 Vakanz
- 1820–1826 Franz Josef Fürst von Koháry
- 1826–1827 Michael Graf von Nádasdy
- 1828–1836 Adam Graf Reviczky von Revisnye
- 1836–1838 Fidelis Graf Pálffy von Erdöd
- 1839–1847 Anton Graf Mailáth de Székhely
- 1847–1848 György Graf Apponyi

(Quellen: )
1860–1867 bestand wieder eine Ungarische und Siebenbürgische Hofkanzlei mit folgenden k.u. Hofkanzlern: 	
- 1860–1861 Miklós Vay von Vaja
- 1861–1864 Antal Graf Forgách
- 1864–1865 Hermann Graf Zichy-Vásonykeő
- 1865–1867 György Mailáth von Székhely

## Gebäude (Ungarische und Siebenbürgische Hofkanzlei)
Auf der Parzelle Bankgasse 6, Schenkenstraße standen ursprünglich ein adeliges Freihaus (ab Anfang 17. Jahrhundert den Althan gehörig) und zwei Bürgerhäuser, die 1689 beziehungsweise 1692 vom österreichischen Hofkanzler (1683–1693) Theodor Althet Graf Strattmann gekauft wurden. An ihrer Stelle entstand 1692/1693 nach Plänen von Johann Bernhard Fischer von Erlach ein prachtvolles Palais, das 1728 von den Strattmannschen Erben an Leopold Graf Windisch-Graetz veräußert wurde. Von dessen Erben kam es 1747 durch Kauf an den ungarischen Hofkanzler Leopold Graf Nádasdy (der Kaufpreis war durch Spenden der ungarischen Komitate und Freistädte aufgebracht worden) und diente nach Adaptierung 1747–1749 der Ungarischen Hofkanzlei, die vorher in Mietobjekten untergebracht gewesen war, als Amtsgebäude. 1766/1767 erfolgte eine Umgestaltung nach einem Entwurf von Nikolaus Pacassi; 1768 wurde das Deckengemälde „Stiftung des Stephansordens durch Maria Theresia“ (k.u. Sankt Stephans-Orden) von Franz Anton Maulbertsch angebracht.
Das Gebäude Bankgasse 4, Schenkenstraße 1 war 1673 in den Besitz der Grafen Trautson gekommen und wurde 1783 vom Erben des letzten Trautson, Karl Joseph Fürst Auersperg, an den ungarischen Hofkanzler Franz Graf Esterházy veräußert. Es war zur Unterbringung der Siebenbürgischen Hofkanzlei bestimmt. Durch Vorziehen einer Fassade in der Bankgasse (Entwurf Franz Anton Hillebrand) wurde es 1783/1784 mit dem Nachbarhaus äußerlich vereint, doch bleiben die beiden Parzellen grundbücherlich bis heute getrennt.
Nach der Niederwerfung der Ungarische Revolution 1848/1849 wurde der Komplex vom k. k. Militär besetzt, sodann zur Unterbringung verschiedener österreichischer Behörden (unter anderem des Justizministeriums) verwendet. 1851–1860 befand sich hier der Sitz des Reichsrats, 1860–1867 wieder der Sitz der Ungarischen und Siebenbürgischen Hofkanzlei. Vom Ausgleich 1867 an bis zum Zerfall der Monarchie 1918 residierte hier der ungarische Minister am kaiserlichen Hoflager; auch die ungarischen Delegationen, die periodisch im Sinne des Ausgleichs mit den Delegierten der österreichischen Reichshälfte zu verhandeln hatten, traten hier zusammen. 1918–1938 war der Komplex Amtsgebäude der ungarischen Gesandtschaft, dann 1938–1945 Sitz des ungarischen Generalkonsulats für das Territorium des vormaligen Österreich. Seit 1945 amtiert hier wieder die diplomatische Vertretung der Republik Ungarn (zunächst Geschäftsträger, ab 1955 Gesandtschaft, seit 1964 Botschaft; siehe Ungarische Botschaft). 1969–1974 wurde das Dachgeschoß ausgebaut; Restaurierungen fanden 1978–1980, 1986–1989 und 1992/1993 statt.